# 参列
| ウィキペディアには「参列」という見出しの百科事典記事はありません（タイトルに「参列」を含むページの一覧/「参列」で始まるページの一覧）。 代わりにウィクショナリーのページ「参列」が役に立つかもしれません。 |